# 인중로
인중로(Injung-ro)는 인천광역시 미추홀구 숭의동 숭의로터리와 동구 송림동 송림고가교를 잇는 인천광역시의 도로이다. 개항이후 인천의 근대화 도시 발전의 중추적인 역할을 담당했던 도로임을 반영해 명명된 명칭이다.

## 연혁
- 2009년 7월 13일 : 2개 이상 군·구에 걸쳐 있는 도로로 인중로를 고시[1]

## 주요 경유지
인천광역시
- 미추홀구 숭의동 - 중구 (신흥동3가 · 신흥동2가 · 신흥동1가 · 신생동 · 항동7가 · 사동 · 항동6가 · 항동5가 · 항동4가 · 항동3가 · 항동2가 · 항동1가 · 북성동1가) - 동구 (만석동 · 화수동 · 송현동 · 송림동)

## 노선
| 이름                        | 접속 노선                                                                                          | 소재지     | 소재지   | 비고                                                        |
| --------------------------- | -------------------------------------------------------------------------------------------------- | ---------- | -------- | ----------------------------------------------------------- |
| 숭의로터리                  | 국도 제42호선 국도 제46호선 (경인로) 독배로(직결 구간) 샛골로 석정로                               | 인천광역시 | 미추홀구 | 국도 제42, 46호선 구간                                      |
| 신광사거리                  | 국도 제77호선 국가지원지방도 제84호선 국가지원지방도 제98호선 (제물량로) 도원로                    | 인천광역시 | 중구     | 국도 제42, 46, 77호선 구간 국가지원지방도 제84, 98호선 구간 |
| 수인사거리                  | 서해대로                                                                                           | 인천광역시 | 중구     | 국도 제42, 46, 77호선 구간 국가지원지방도 제84, 98호선 구간 |
| 사동삼거리                  | 우현로                                                                                             | 인천광역시 | 중구     | 국도 제42, 46, 77호선 구간 국가지원지방도 제84, 98호선 구간 |
| (제1부두입구)               | 국도 제42호선 국도 제46호선 국도 제77호선 국가지원지방도 제84호선 국가지원지방도 제98호선 (신포로) | 인천광역시 | 중구     | 국도 제42, 46, 77호선 구간 국가지원지방도 제84, 98호선 구간 |
| 우회고가사거리 (우회고가교) | 월미로                                                                                             | 인천광역시 | 중구     |                                                             |
| 만석부두입구사거리          | 화도진로                                                                                           | 인천광역시 | 동구     |                                                             |
| 화수사거리                  | 국도 제6호선 국도 제77호선 국가지원지방도 제84호선 국가지원지방도 제98호선 (제물량로)              | 인천광역시 | 동구     | 국도 제6, 77호선 구간 국가지원지방도 제84, 98호선 구간      |
| 송현사거리                  | 국가지원지방도 제84호선 (중봉대로) 송현로                                                          | 인천광역시 | 동구     | 국도 제6, 77호선 구간 국가지원지방도 제84, 98호선 구간      |
| 황금고개사거리              | 국도 제6호선 국도 제77호선 국가지원지방도 제98호선 (샛골로)                                        | 인천광역시 | 동구     | 국도 제6, 77호선 구간 국가지원지방도 제98호선 구간          |
| 송림삼거리                  | 국도 제6호선 국도 제77호선 국가지원지방도 제98호선 (송림로) 봉수대로                               | 인천광역시 | 동구     |                                                             |

## 주요 건물 및 시설
- 인천숭의동우체국 (인천광역시 미추홀구 인중로 4)
- 한마음아파트 (인천광역시 미추홀구 인중로 19)
- 인천세무서 별관 (인천광역시 미추홀구 인중로 22)
- 인천신광초등학교 (인천광역시 중구 인중로 63)
- 삼익아파트 (인천광역시 중구 인중로 87)
- 풍림아파트 (인천광역시 중구 인중로 109)
- 삼성아파트 (인천광역시 중구 인중로 111)
- 대림아파트 (인천광역시 중구 인중로 114)
- 이마트 동인천점 (인천광역시 중구 인중로 134)
- 인천여자상업고등학교 (인천광역시 중구 인중로 146)
- 인천중부소방서 (인천광역시 중구 인중로 204)
- 인천신문 (인천광역시 중구 인중로 226)
- HD현대인프라코어 보세공장 (인천광역시 동구 인중로 468)
- HD현대인프라코어 (인천광역시 동구 인중로 489)
- 일진전기 (인천광역시 동구 인중로 547)
- 송현1차아파트 (인천광역시 동구 인중로 621)
- 송현2차아파트 (인천광역시 동구 인중로 635)
- 송현3동주민센터 (인천광역시 동구 인중로 635-20)
- 송현주공아파트 (인천광역시 동구 인중로 653)